# Páll Vídalín
Páll Jónsson Vídalín, född 1667, död den 18 juli 1727, var en isländsk rättslärd, dotterson till Arngrímur Vídalín, kusin till Jón Vídalín.
Páll Vídalín, som var sin tids ypperste juridiske författare på Island, var 1690-96 lektor vid den lärda skolan i Hólar, varefter han blev sysselman 1697 och lagman 1705. Som kunglig kommissarie reste han tillsammans med Árni Magnússon genom Island 1702-12 för att utarbeta en ny jordebok (sedermera avslutad av Páll Vídalín) och utreda en mängd därmed sammanhängande rättsfrågor, vilket uppdrag likväl ådrog honom själv en hel hop tvister. Av Páll Vídalíns papper utgavs 1768 en liten skrift om Islands uppkomst och 1846-54 Skýringar yfir fornyrði lögbókar (4 band), en rad monografier över dunkla och föråldrade uttryck i Jónsbók med mera. En samling dikter utgavs 1897.